# Blue Swede
Blue Swede war eine schwedische Rock-Band der 1970er Jahre.

## Werdegang
Gegründet wurde sie 1972 von Björn Skifs, einem in Schweden sehr bekannten Musiker. Die Band nahm den Song Hooked on a Feeling auf, mit dem zuvor bereits zwei andere Interpreten erfolgreich gewesen waren: B. J. Thomas im Jahr 1968 und Jonathan King 3 Jahre später. Das Lied wurde zum dritten Mal ein Hit und erreichte in den USA Platz eins. In den deutschen Singles-Charts erreichte der Titel Platz 22. Im gleichen Jahr gelang der Gruppe in den USA mit Never My Love (im Original von The Association) noch ein Nachfolgehit, der in den Charts bis Platz 7 kam.
Nach 1975 zogen sich die Musiker wieder nach Schweden zurück und veröffentlichten unter dem Namen „Björn Skifs & The Blablus“ weitere Schallplatten.
2014 erhielt das Lied Hooked on a Feeling durch die Verwendung in den Trailern zum Marvel-Blockbuster Guardians of the Galaxy erneute Popularität.

## Mitglieder
- Michael Areklew, Gitarre
- Ladislav Balaz, Keyboard
- Tom Berger, Trompete, Flöte
- Anders Berglund, Keyboard
- Hinke Ekestubbe, Saxofon
- Jan Guldbäck, Schlagzeug
- Bo Liljedahl, Bass
- Björn Skifs, Gesang

## Diskografie

### Alben
| Jahr | Titel               | Höchstplatzierung, Gesamtwochen, AuszeichnungChartplatzierungen (Jahr, Titel, Platzierungen, Wochen, Auszeichnungen, Anmerkungen) | Höchstplatzierung, Gesamtwochen, AuszeichnungChartplatzierungen (Jahr, Titel, Platzierungen, Wochen, Auszeichnungen, Anmerkungen) | Höchstplatzierung, Gesamtwochen, AuszeichnungChartplatzierungen (Jahr, Titel, Platzierungen, Wochen, Auszeichnungen, Anmerkungen) | Anmerkungen |
| Jahr | Titel               | DE | UK | US | Anmerkungen |
| ---- | ------------------- | --- | --- | --- | ----------- |
| 1974 | Hooked on a Feeling | — | — | US80 (17 Wo.)US |             |

Weitere Alben
- 1975: Out of the Blue

### Singles
| Jahr | Titel Album                       | Höchstplatzierung, Gesamtwochen, AuszeichnungChartplatzierungen (Jahr, Titel, Album, Platzierungen, Wochen, Auszeichnungen, Anmerkungen) | Höchstplatzierung, Gesamtwochen, AuszeichnungChartplatzierungen (Jahr, Titel, Album, Platzierungen, Wochen, Auszeichnungen, Anmerkungen) | Höchstplatzierung, Gesamtwochen, AuszeichnungChartplatzierungen (Jahr, Titel, Album, Platzierungen, Wochen, Auszeichnungen, Anmerkungen) | Anmerkungen                                                |
| Jahr | Titel Album                       | DE | UK | US | Anmerkungen                                                |
| ---- | --------------------------------- | --- | --- | --- | ---------------------------------------------------------- |
| 1973 | Hooked on a Feeling               | DE22 (13 Wo.)DE | UK90 Platin · (1 Wo.)UK | US1 Gold · (17 Wo.)US | Erstveröffentlichung: Dezember 1973 Charteinstieg UK: 2014 |
| 1974 | Silly Milly Hooked on a Feeling   | — | — | US71 (4 Wo.)US | Erstveröffentlichung: Mai 1974                             |
| 1974 | Never My Love Hooked on a Feeling | — | — | US7 (11 Wo.)US | Erstveröffentlichung: August 1974                          |
| 1975 | Hush/I’m Alive Out of the Blue    | — | — | US61 (5 Wo.)US | Erstveröffentlichung: 27. Januar 1975                      |

## Auszeichnungen für Musikverkäufe
| Goldene Schallplatte - Spanien - 2024: für die Single Hooked on a Feeling | 3× Platin-Schallplatte - Neuseeland - 2024: für die Single Hooked on a Feeling |

Anmerkung: Auszeichnungen in Ländern aus den Charttabellen bzw. Chartboxen sind in ebendiesen zu finden.
| Land/RegionAuszeichnungen für Musikverkäufe (Land/Region, Auszeichnungen, Verkäufe, Quellen) | Gold     | Platin     | Verkäufe | Quellen             |
| -------------------------------------------------------------------------------------------- | -------- | ---------- | -------- | ------------------- |
| Neuseeland (RMNZ)                                                                            | —        | 3× Platin3 | 90.000   | radioscope.co.nz    |
| Spanien (Promusicae)                                                                         | Gold1    | —          | 30.000   | elportaldemusica.es |
| Vereinigte Staaten (RIAA)                                                                    | Gold1    | —          | 500.000  | riaa.com            |
| Vereinigtes Königreich (BPI)                                                                 | —        | Platin1    | 600.000  | bpi.co.uk           |
| Insgesamt                                                                                    | 2× Gold2 | 4× Platin4 |          |                     |